# Andrés Quintana Roo

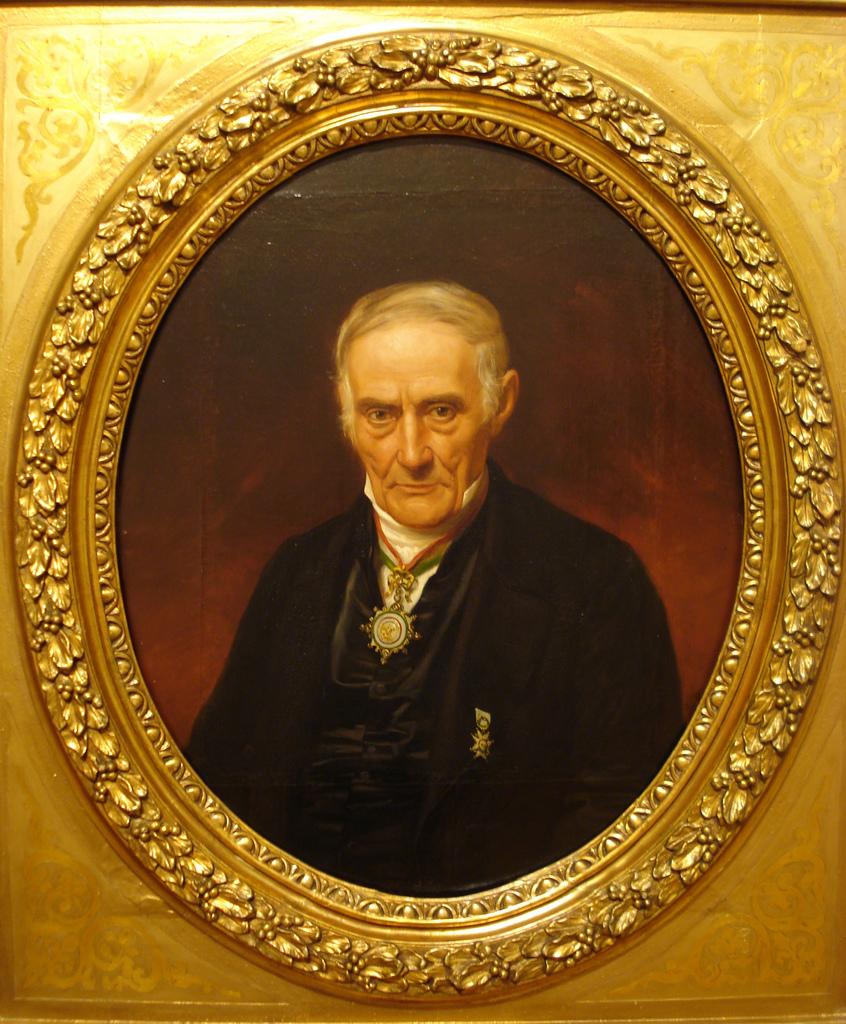
Andrés Quintana Roo, Gemälde von Pelegrín Clavé

Andrés Quintana Roo (* 30. November 1787 in Mérida, Yucatán; † 15. April 1851 in Mexiko-Stadt) war ein mexikanischer Politiker, Autor und eine prominente Person im Mexikanischen Unabhängigkeitskrieg, in dem er auf Seiten der Unabhängigkeitsbewegung gegen die Kolonialmacht Spanien stand.

## Leben
Quintana Roo wurde als Sohn von José Matías Quintana und María Ana Roo de Quintana geboren. Sein Vater hatte als erster eine Druckerpresse nach Yucatán eingeführt, mit der eine lokale Zeitschrift gefertigt wurde. Im Zusammenhang mit dieser Zeitschrift wurde der Vater von der spanischen Kolonialverwaltung inhaftiert. Quintana Roo wurde zunächst am Seminario de San Ildefonso de Mérida ausgebildet, wo er seinen Hang zum Schreiben entdeckte. Ab 1808 studierte er dann Rechtswissenschaften an der Real y Pontificia Universidad de Nueva España (heute Real y Pontificia Universidad de México) in Mexiko-Stadt.
Nach Abschluss seines Studiums arbeitete Quintana Roo in einer Rechtsanwaltskanzlei. Dort traf er Leona Vicario, die Nichte eines royalistischen Parteigängers, um deren Hand er anhielt. Da Quintana Roo für die Unabhängigkeit Mexikos von Spanien eintrat, verweigerte der Onkel die Zustimmung. Dennoch blieben die beiden in Kontakt und Leona Vicario unterstützte die Unabhängigkeitsbewegung durch heimliche finanzielle Zuwendungen. 1813 wurde sie entdeckt und inhaftiert; ihr gelang jedoch die Flucht und das Paar heiratete in Tlalpujahua.
Von September bis November 1813 nahm Quintana Roo am Kongress von Chilpancingo teil. Er war maßgeblich an der Ausarbeitung der Mexikanischen Unabhängigkeitserklärung von 1813 beteiligt und ist einer ihrer Unterzeichner. Zudem war er Präsident der Verfassungsgebenden Versammlung, die 1813/14 die gescheiterte Verfassung von Apatzingán entwickelte.
Nach dem endgültigen Sieg der Separatisten über Spanien 1821 wurde Quintana Roo vom mexikanischen Kaiser Agustín de Iturbide in verschiedene Ämter berufen. So war er von 1822 bis 1823 Staatssekretär im Außenministerium und von 1824 bis 1827 Richter am Mexikanischen Obersten Gerichtshof. Zudem war er Mitglied der Verfassungsgebenden Versammlung, die die Mexikanische Verfassung von 1824 ausarbeitete. Ferner war Quintana Roo für den Bundesstaat México Abgeordneter im mexikanischen Parlament.
Am 15. April 1851 starb Quintana Roo in Mexiko-Stadt. Zusammen mit denen seiner Frau ruhen seine Gebeine im Mausoleum unter dem El Ángel de la Independencia in Mexiko-Stadt.

## Sonstiges
Nach Quintana Roo ist der mexikanische Bundesstaat Quintana Roo auf der Halbinsel Yucátan benannt.